# Sodòrgues
Sodòrgues (en francès Soudorgues) és un municipi francès situat al departament del Gard i a la regió d'Occitània.